# 레인보우 브리지 (도쿄)
레인보우 브리지(Rainbow Bridge, 일본어: レインボーブリッジ)는 일본 도쿄도 미나토구 시바우라와 도쿄만의 간척지 오다이바를 연결하는 다리로, 광안대교와 비슷하게 생겼다.
1987년에 착공하여 1993년에 완공했으며, 같은 해 8월 26일에 개통되었다.
세토 대교처럼 상하 총 2층으로 이루어져 있으며, 다리의 높이는 127m, 길이는 570m이다.
“레인보우 브리지”라는 이름은 “무지개 다리”라는 의미이며, 일반 공모로 결정되었다.
정식 명칭은 “도쿄항 연락교”(東京港連絡橋)이다.

## 개요

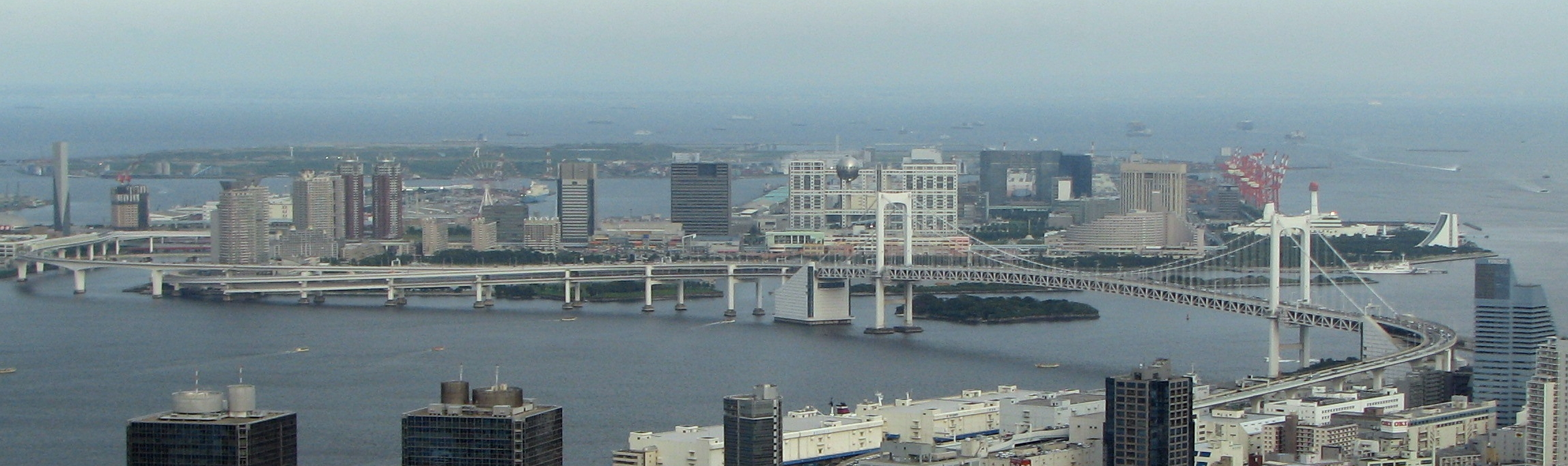
레인보우 브리지와 다이바지구

치바 방면 및 가나가와 방면에서 도심으로 가는 교통을 분산시키고, 만성적인 정체를 발생시키고 있는 하코자키 나들목, 에도교 나들목이나 수도 고속 1호 하네다선의 정체를 완화함과 동시에, 개발 중인 도쿄 임해 부도심과 기존 도심부를 잇기 위해 건설하였다.
교량은 시바우라 진입 램프 1465m (육상 부분 439m, 해상 루프 부분 1026m), 현수교 부분 918m, 다이바 측 진입 램프 1367m (해상 부분 905m, 육상 부분 462m)를 일체형으로 건설했으나, 보통 현수교 부분부터 앵커 블록 부분의 60m x 2를 제외한 현수교 본체 (P22-P25 사이)의 798m를 레인보우 브리지라고 하는 경우가 많다.
바다와 빌딩군의 경치나 야경같은 전망이 좋아서 주말 드라이브 코스로 인기가 있다.
아리아케 나들목 등의 근처 도로 분기점에서는 레인보우 브리지 방면의 분기를 강조하는 표지판 있다.

## 구조

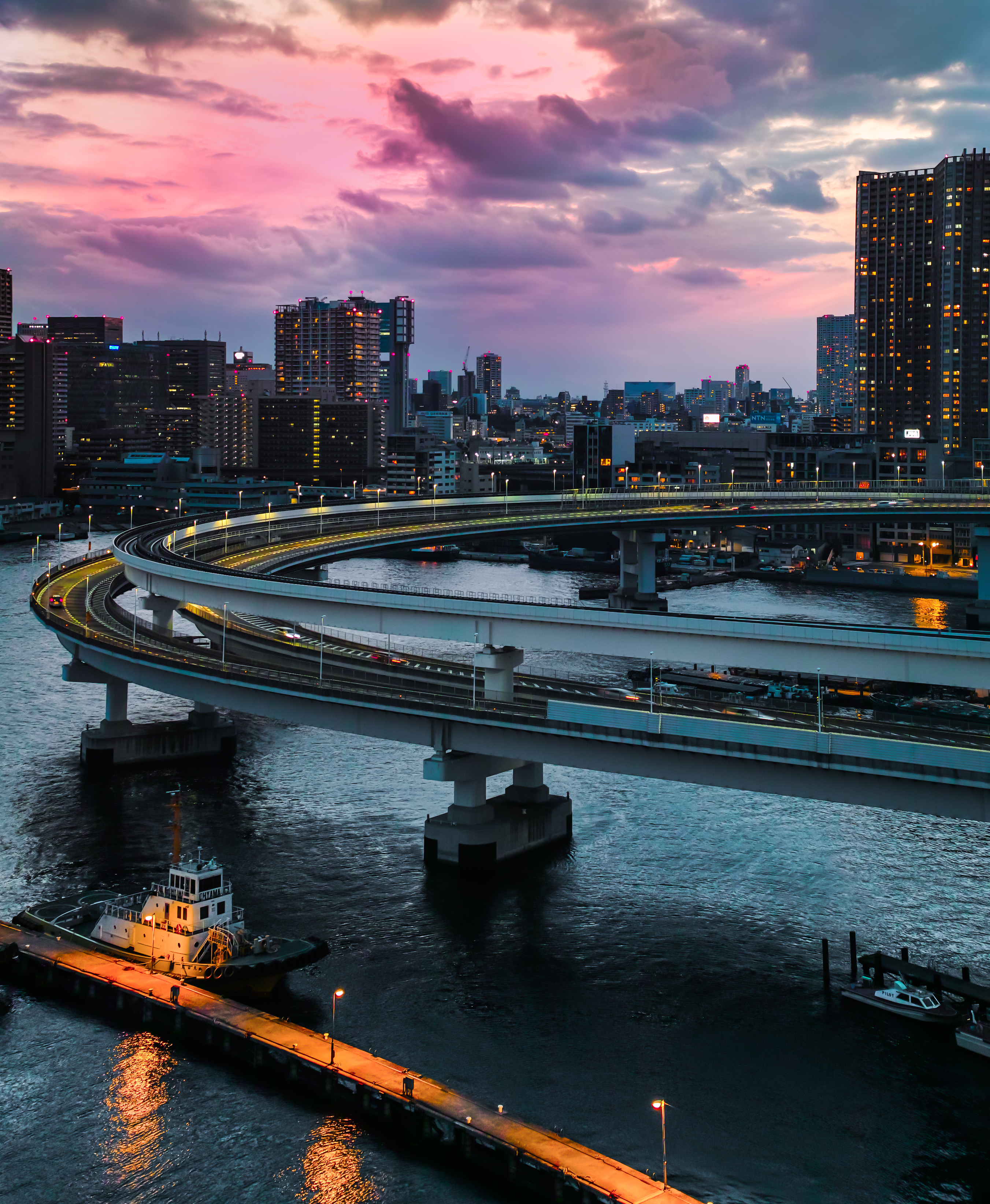
시바우라 도입 부분의 루프교

상하 2층 구조이다. 하층은 유리카모메와 일반도로가, 상층은 고속도로가 사용한다.
도쿄항 제 1항로를 가로지르고 있기 때문에, 중앙 교각 사이는 570m 이상, 교각 높이는 50m 이상 확보되어야만 하며, 하네다 공항의 고도 제한에 걸려 구조물 높이를 도쿄만 평균 해면 (T.P.) + 150m 이하로 해야 한다. 일반 양안은 매립지로 땅의 표고가 낮고, 도로, 신 교통 시스템의 종단 구배의 제약이 있다.
위 조건들을 고려하고 경관 조건까지 감안한 결과, 항로 부분은 현수교로, 앞뒤 부분은 높이를 맞추기 위해 1Km를 넘는 접속부(연결 고가교)로 건설했다. 특히 임항도로, 유리카모메의 시바우라측 접속부분은 루프교로 건설했다. 또 다이바측 접속부는 수심 약 10m의 바닷 속에 강관 말뚝을 기초로 박아 넣었고, 그곳부터 교각을 세우는 공법을 사용했다.
현수교 부분은 폭 29m, 중앙 교간 570m, 주탑의 높이는 126m. 다만 주탑은 장대 현수교처럼 보이기 위해 트러스 구조가 아닌 뼈대 구조로 하였다. 주탑의 기반은 다이바 측의 접속 구간은 뉴매틱 케이슨 공법으로 건설했고, 해상에 건설하였다. 통행로는 세토대교나 요코하마 베이브리지와 같이 상하 2층 구조이며, 상층은 수도 고속 11호 다이바선, 하층은 중앙부에 신교통 시스템 유리카모메, 그 양측에는 임항도로 해안 아오미선이 지나가는 철도 도로 병용 다리이다.

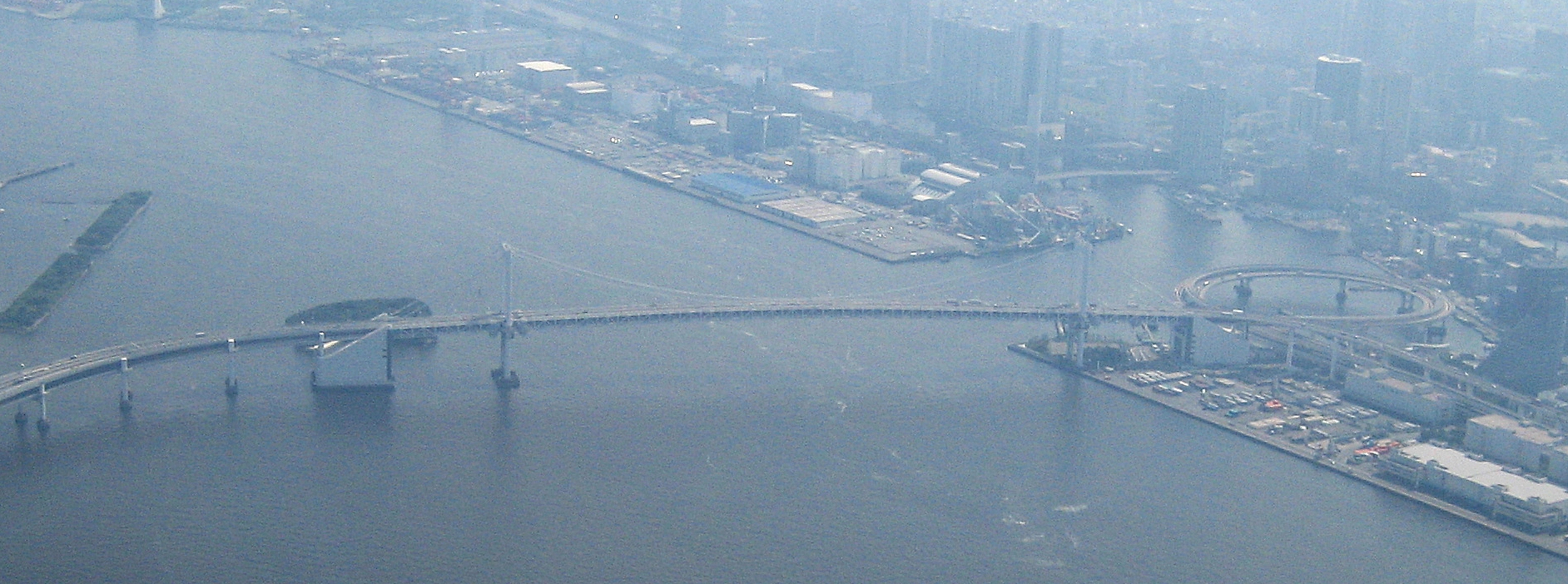
현수교 부분과 루프교 부분

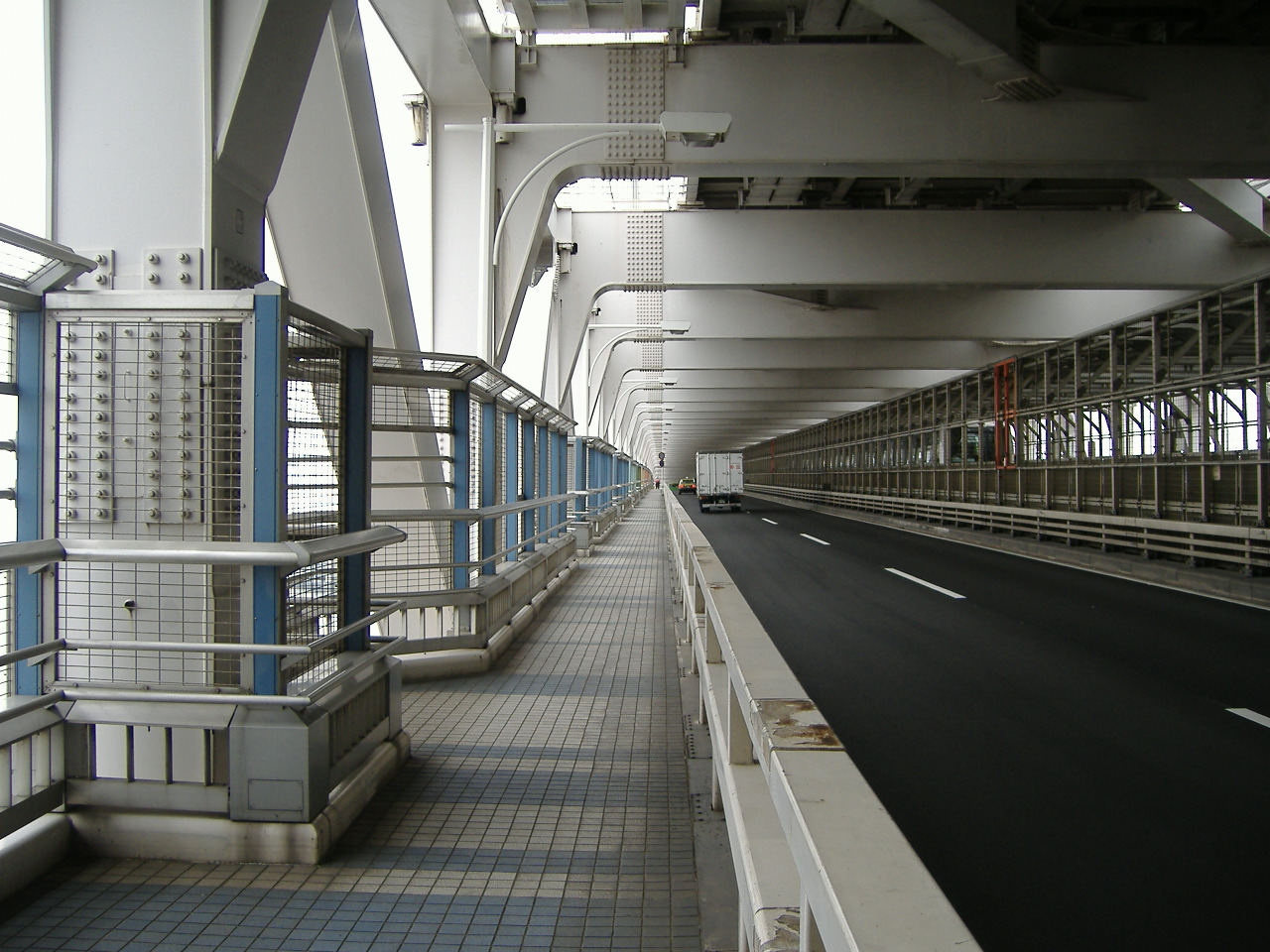
레인보우 산책로

하층의 양측에는 보행자용 통로가 있으며, 걸어서 건너는 것이 가능하다. 자전거는 운반용 가방에 넣은 후 통행이 가능했지만, 현재는 전용 대여 수레에 올린 후 손으로 밀어 통행이 가능하다. 자세한 것은 레인보우 산책로를 참조.
상층부는 유료 수도 고속도로가 있는 반면, 하층부는 무료로 통행이 가능한 일반 도로가 있다. 전망은 상층부에 비해 하층부는 유리카모메 궤도가 있기 때문에 진행 방향의 오른쪽의 경치는 보이지 않고, 왼쪽도 다리 교각이나 펜스가 있기 때문에 전망이 좋지 않다. 또, 하층부에는 도영 버스 (파(波) 01계통 출입 시나가와 동쪽 출구 - 도쿄 텔레포트 역) 가 운행한다. 다만 다리 중간에는 정류소가 없다.

### 교각의 높이

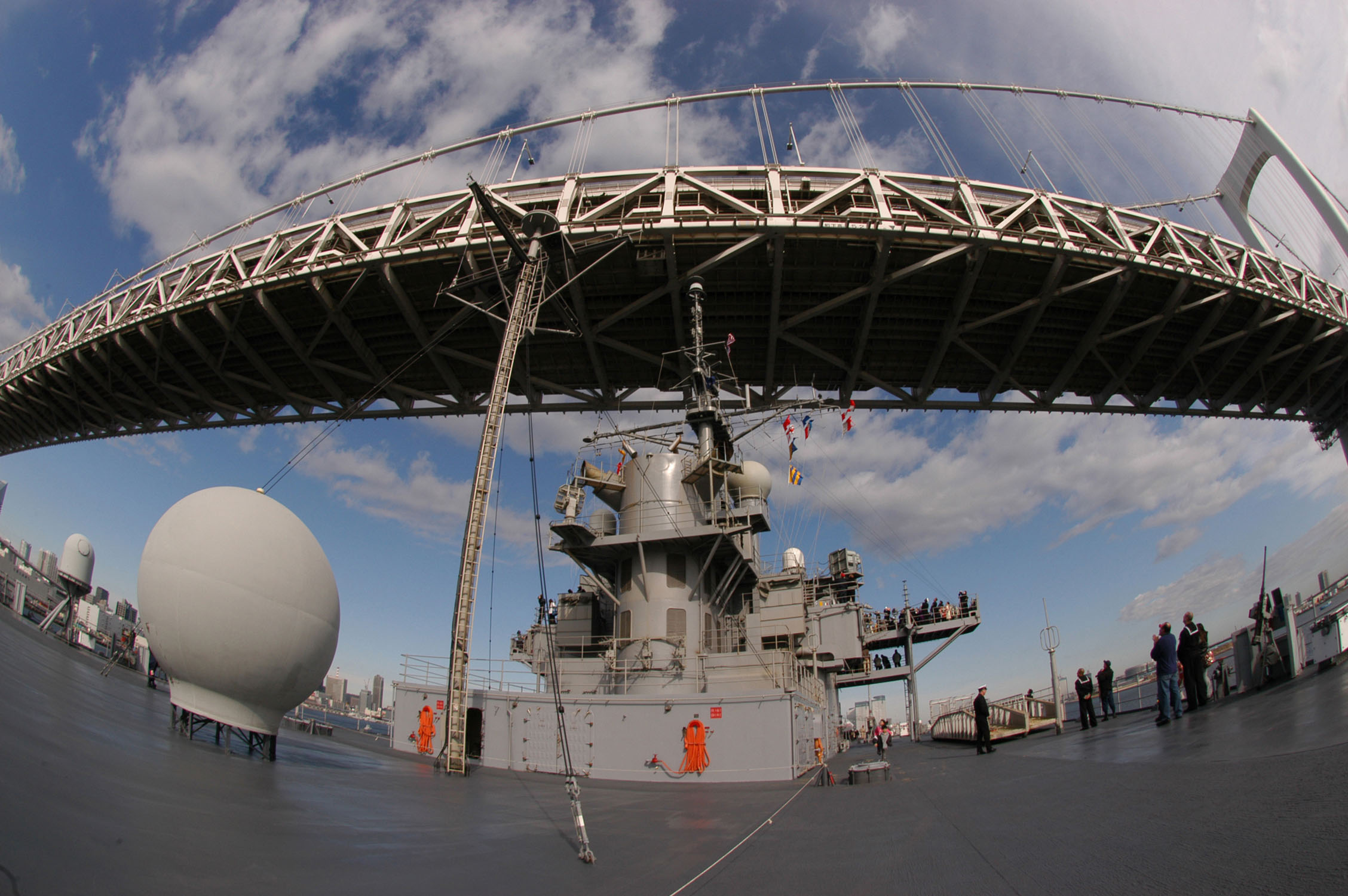
레인보우 브리지를 지나가는 미국 해군의 상륙지휘함 블루 리지

설계 당시, 호화 크루즈 여객선의 상징이라고 할 수 있던 "퀸 엘리자베스 2호"가 통과, 하루미 부두에 접안 하는 것을 상정해 교각의 높이는 52m로 했지만, 근처의 하네다공항이 있어 고도 제한에 걸리므로 여유 있는 설계가 불가능 했다.
다만 완성 후에 퀸 엘리자베스 2호가 이 다를 지나가는일은 한 번도 없었다. (최근 대형 크루즈 여객선은 미국의 "퀸덤 오브 더 시즈"로 수면으로부터 높이가 70m를 넘음)
또, 크루즈 여객선의 대형화가 예상보다 크게 진행되었기 때문에, 세계 유수의 대형 크루즈 여객선의 대부분은, 레인보우 브리지를 지나가는 일은 없을 것이다. (일본 최대 크루즈 여객선인 아스카2는 지나갈 수 있다) 그 경향으로, 도쿄항에 기항하는 크루즈 여객선은 감소하고 있다.

### 각 부분 별 사진

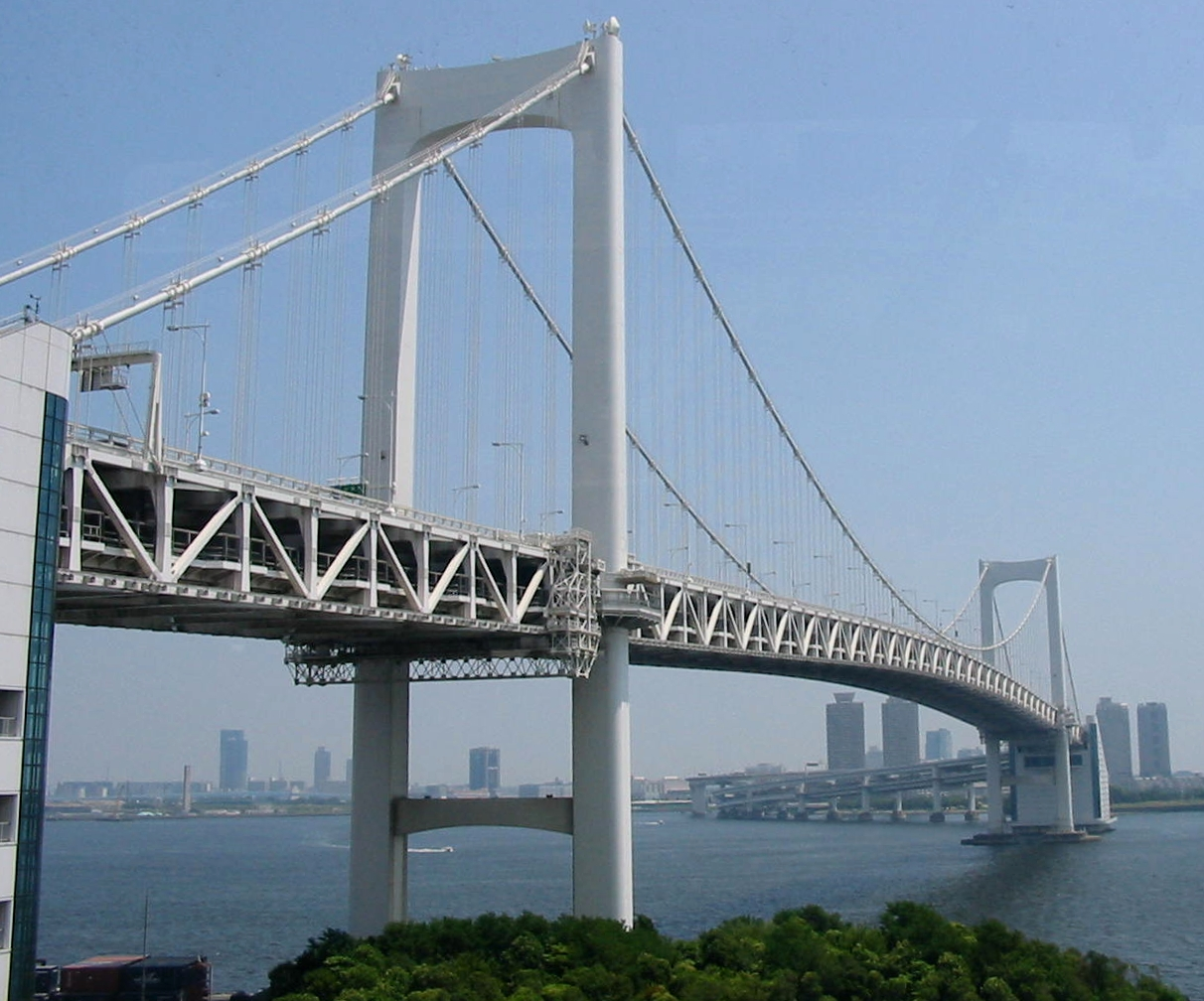
레인보우 브리지 (시바우라 측에서)
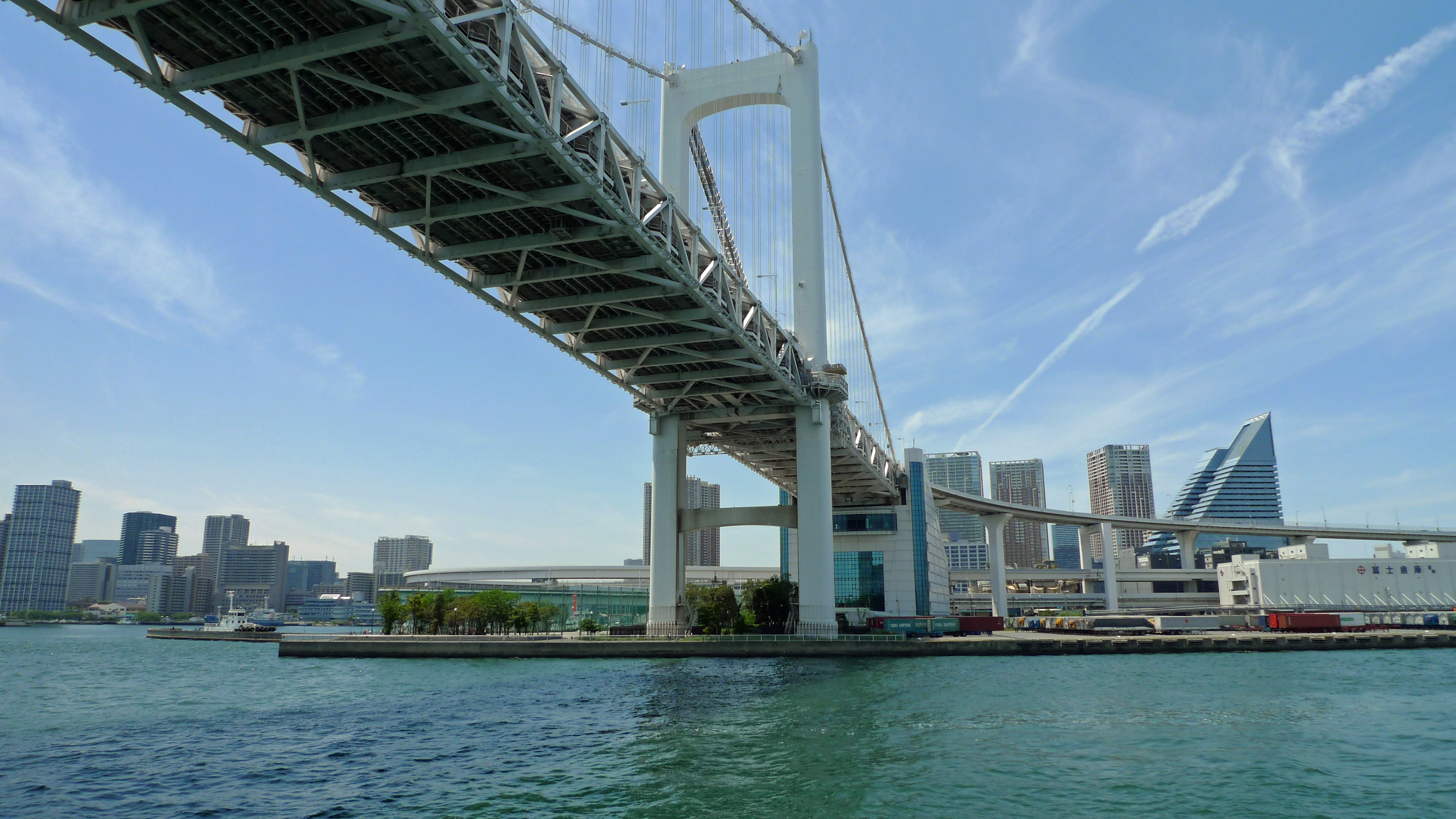
시바우라 측 주탑
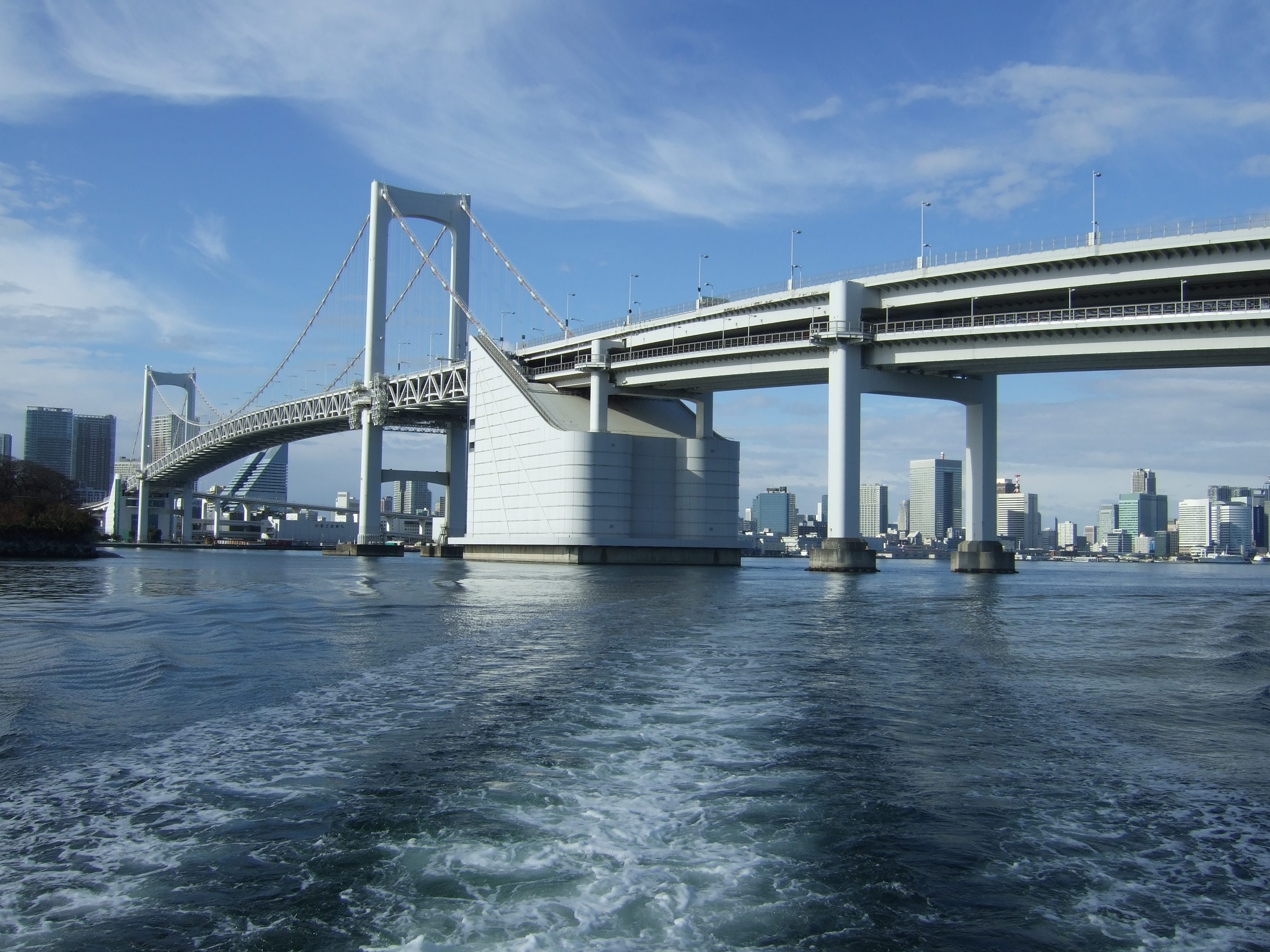
앵커리지
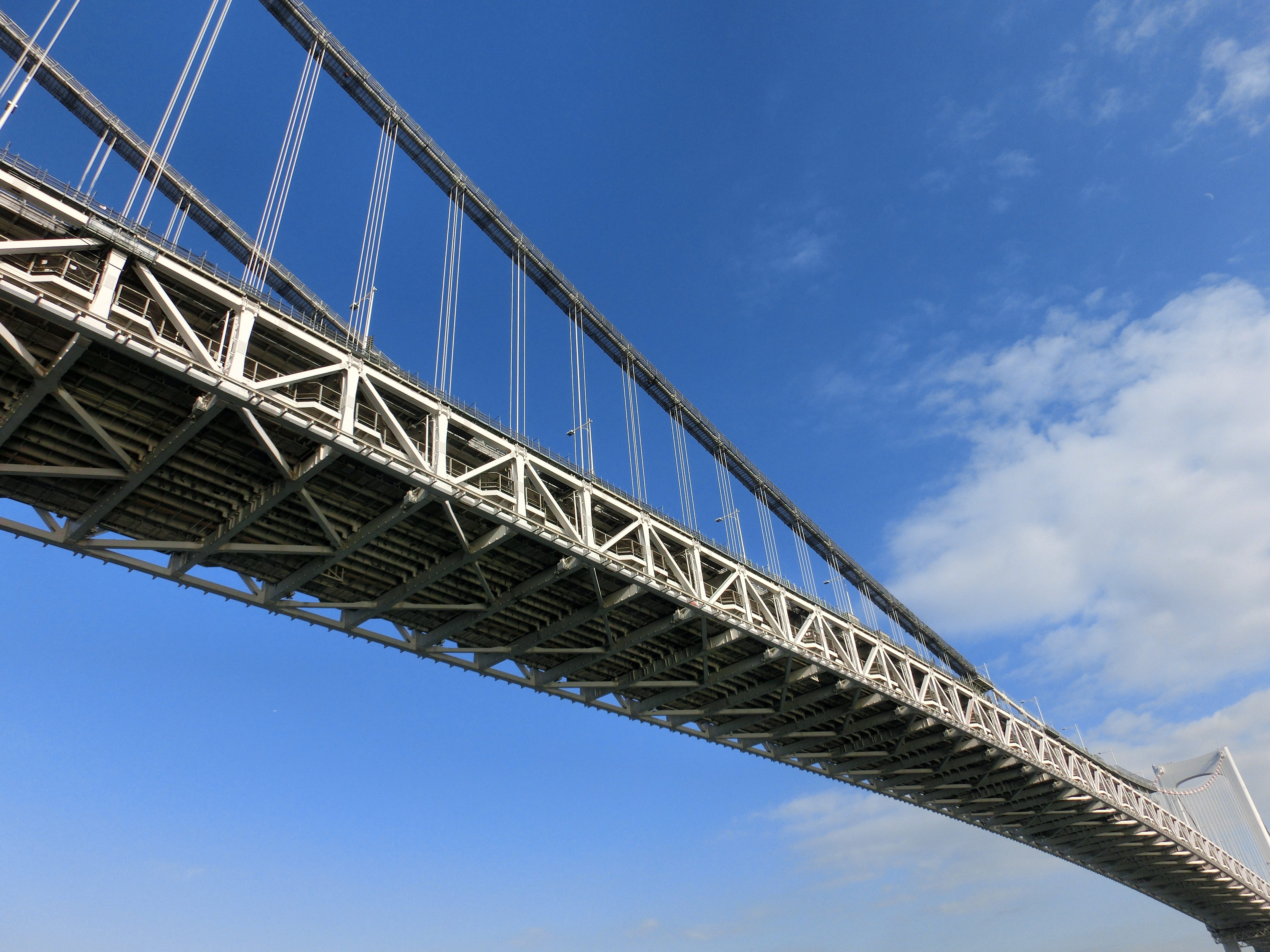
현수교 부분 (시바우라 측에서)

## 이벤트

### 라이트 업

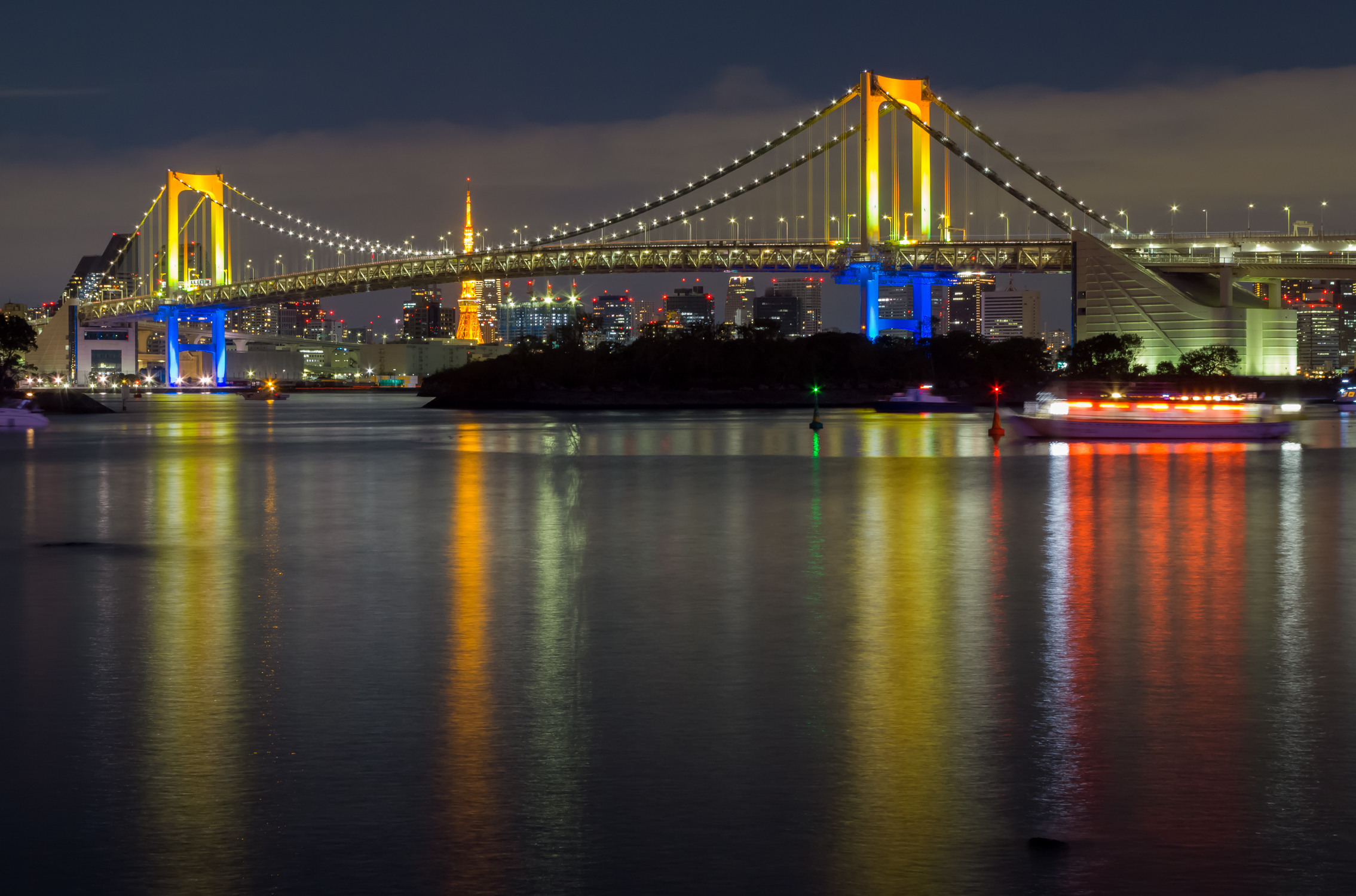
연말연시 한정으로 진행된 "스페셜 라이트 업"(2014년촬영)

일몰 후에는 라이트 업을 실시하고 있지만, 2005년 10월 1일은 수도 고속도로 공단이 주식회사로 전환됨을 기념해 9월 30일 일몰부터 다음날 일출까지 하룻 밤 한정으로 "레인보우 브리지 무지개 라이트 업"을 진행하였다. 이는 과거 2000년과 2001년 2차례 밖에 없었던 일이었다. 민영화 이후로는 2005년 크리스마스나 2006년 말에 등, 종종 벌어지고 있다. 2010년은 12월 3일부터 다음 해 1월 3일까지 1달 간 실시하였다. 또 2013년 8월 24일부터 2013년 9월 1일까지 일몰부터 밤 0시 사이에 레인보우 브리지 개통 20주년 기념으로 무지개색 특별 라이트 업을 실시하였고, 2013년 9월 2일부터 9월 7일까지는 "올림픽 도쿄 개최 기원 라이트 업"을, 2013년 9월 8일부터 2013년 9월 16일까지는 "2020 도쿄 개최 결정 기념 라이트 업"을 진행하였다. 또 10월 1일의 "핑크 리본 운동"의 핑크색 특별 라이트 업이나 11월 14일 "세계 당뇨의 날"의 청색 특별 라이트 업 등의 특별 라이트 업을 진행하였다.

통상적인 라이트 업
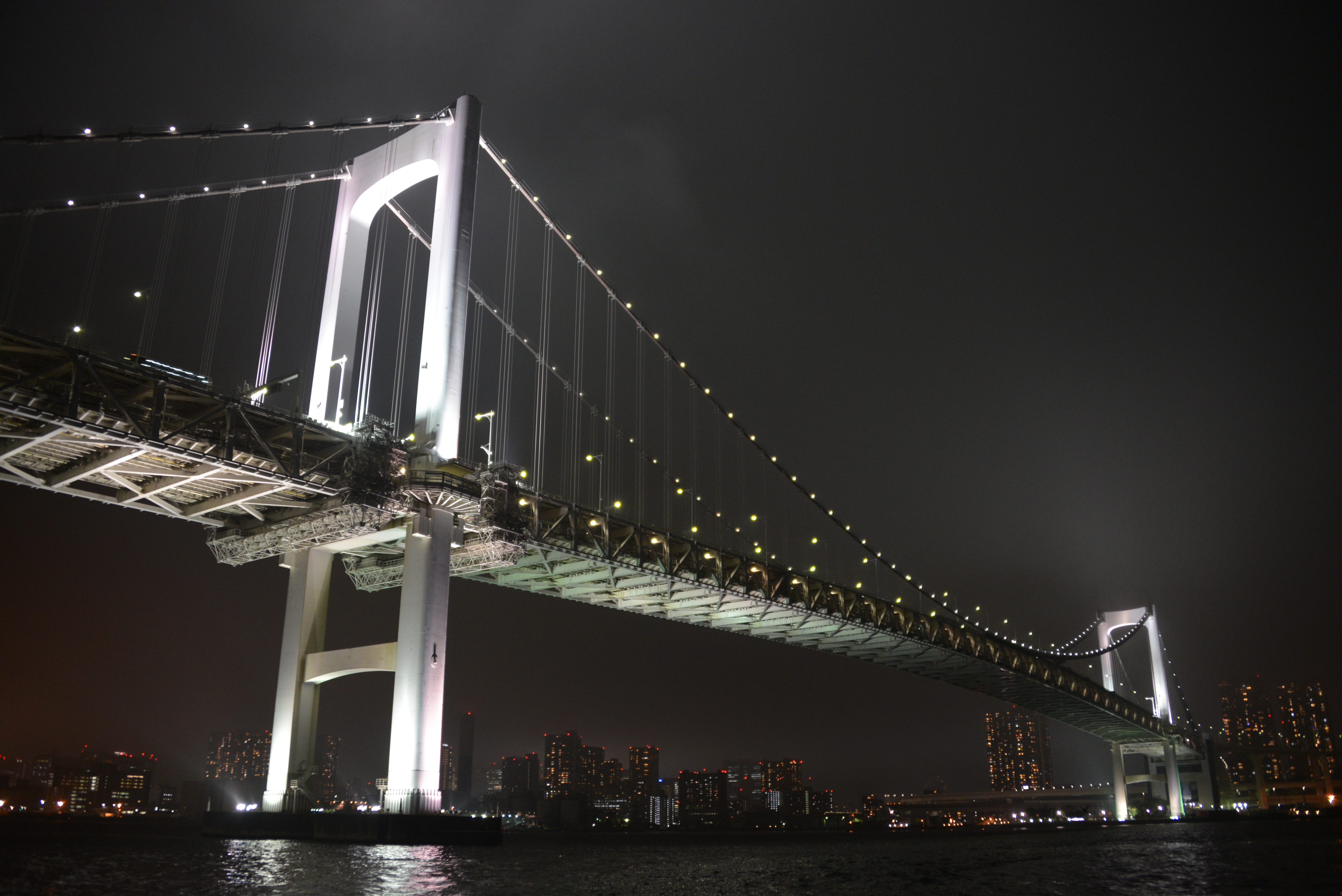
레인보우 브리지 (야경)
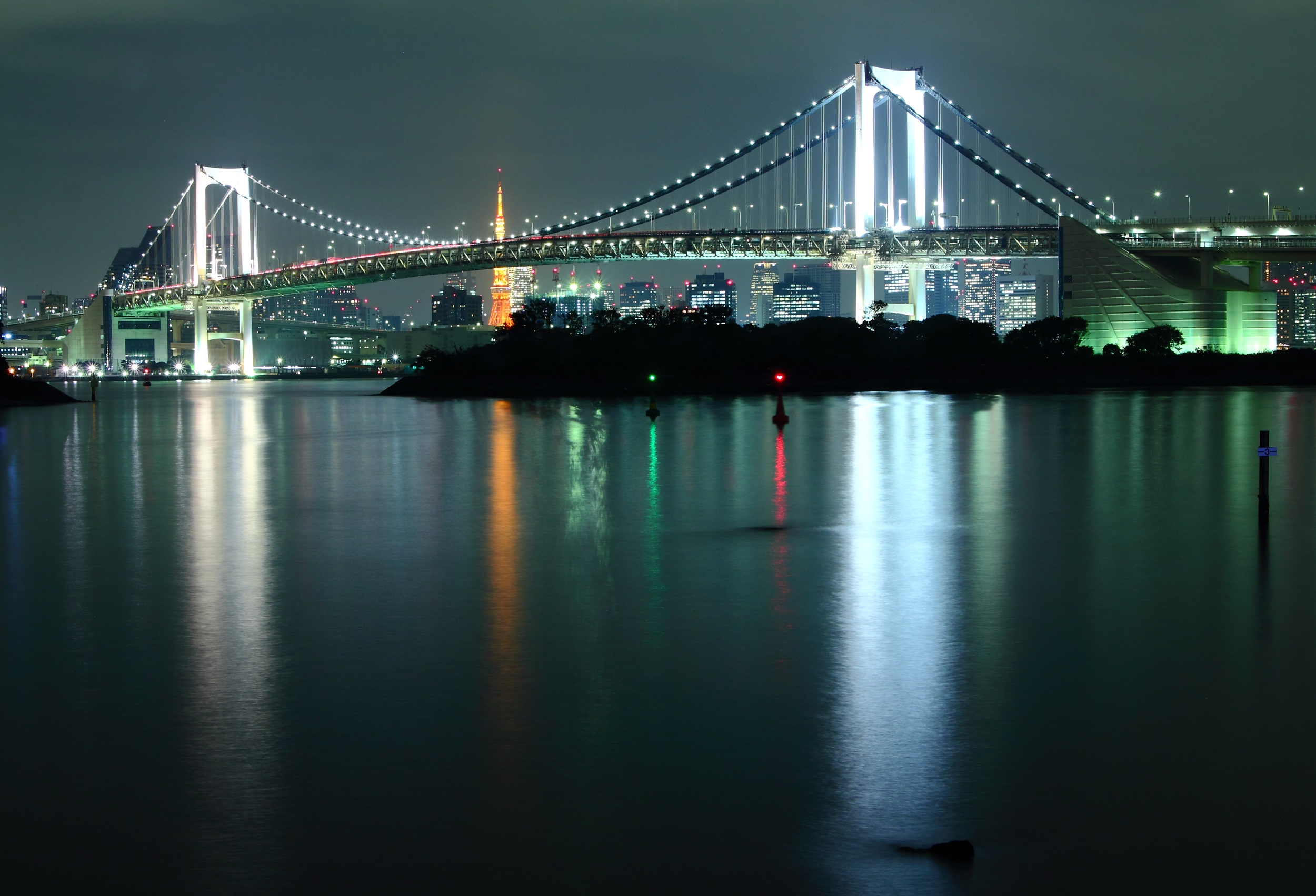
레인보우 브리지 (야경)
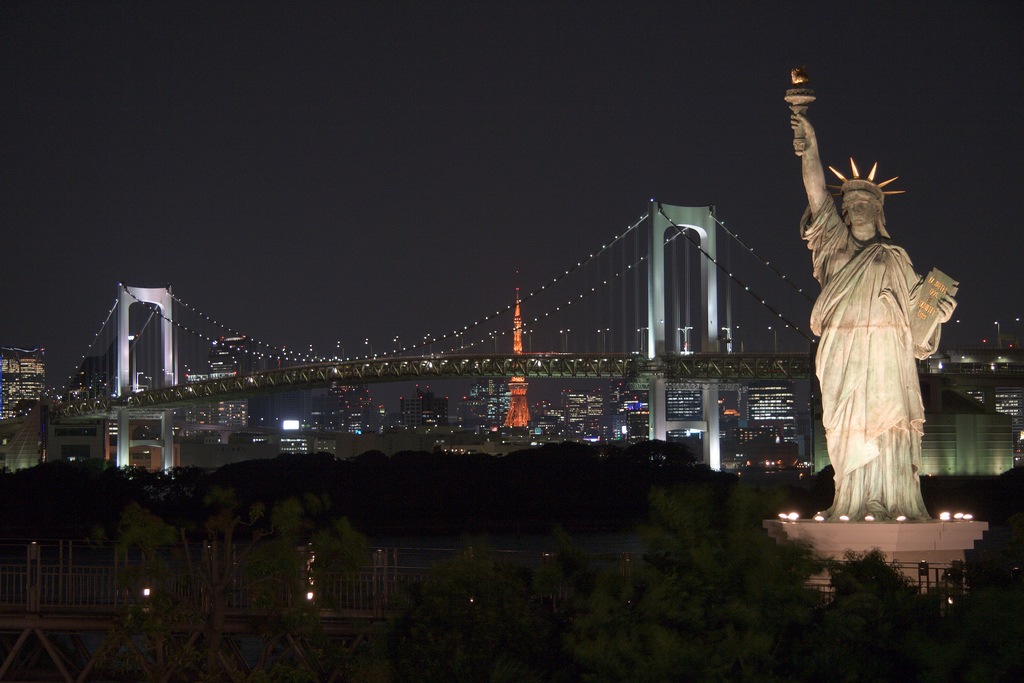
레인보우 브리지와 자유의 여신상

### 다리 위 걷기 행사
2003년에 공개된 영화 "춤추는 대수사선 THE MOVIE 2 레인보우 브리지를 봉쇄하라!"의 무대였지만, 해당 영화의 로케이션 장소는 교토부 구미야마 나들목이었다. 극중의 전개로 다리가 봉쇄되지만, 실제로는 궂은 날씨에는 종종 봉쇄된다 2009년 3월 1일에 2016년 올림픽 도쿄 유치 활동의 일환으로 "도쿄 레인보우 워크"가 개최되었을 때, 이런 종류의 이벤트 용도로 처음으로 "봉쇄" 되었고, 일반 응모자 약 20,000명 (당일 주최자 발표)로부터 추첨으로 선별된 5,000명이 다리위를 왕복했다.

## 수도 고속 11호 다이바선
수도 고속 11호 다이바선
시바우라JCT - 시바우라PA - 레인보우 브리지 - (1101) 다이바 출입구 - 아리아케JCT

## 레인보우 브리지가 등장한 작품

### 영화
- 고지라 vs 메카 고지라
- 고지라 2000 밀레니엄
- 고지라×메가기라스 G소멸작전 - 극중에서 고지라가 이 다리 위를 지나감
- 고지라×모스라×메카 고지라 도쿄 SOS
- 춤추는 대수사선 THE MOVIE 2 레인보우 브리지를 봉쇄하라!
- 여기는 잘나가는 파출소 THE MOVIE2 UFO 내습! 토네이도 대작전!! - UFO가 파괴함
- 버블로 GO!! 타임머신은 드럼식 - 건설중인 장소가 보임. 다나카 마유미가 1990년의 과거로 돌아간 것으로 확실시 됨
- 카 2
- 메신저 - 스즈키 (쿠사나기 츠요시의 대역)이 레인보우 브리지의 일반도로 (루프부분)를 내려가는 장면이 있음. 실제로는 자전거로 통행이 금지 되어있음

### TV 드라마
- 특경 윈스펙터
- 특수 엑시 드래프트
- 용의자 무로이 신지 (오프닝)
- 쥬뗌 : 그녀의 섹스 스캔들

### 만화, 애니메이션
- 그녀를 지켜는 51가지 방법
- 철완 버디 DECODE
- 디지몬 어드밴쳐
- 월면토병기 미나
- 기동경찰 페트레이버 (TV 시리즈)
  - 이외 극장판 제2장 "기동경찰 페트레이버 2 the Movie"에서 "도쿄만 횡단교"로 등장하는 다리는 레인보우 브리지가 모델이다. 또, 극장판 제 1장 "기동경찰 페트레이버 the Movie"에는 "아리아케에는 다이바와 시바우라를 연결하는 현수교가 있다" 라고 하는 대사가 등장한다 (공개는 레인보우 브리지의 완성 전)
- 완간 미드나이트
- 비탄의 아리아
- 극장판 명탐정 코난 순흑의 악몽
- 시원찮은 그녀를 의한 육성방법

### 그외
- 수도 고속 배틀 시리즈
- 도쿄 버스 안내 - 코스 중 레인보우 브리지를 건너는 "홍01" 계통이 있음
- FNN 뉴스 (FNN 레인보우 발)
  - 그 외, 후지TV 계열에서 방송하는 "퀴즈! 헥사콘II"에서 탄생한 유킷, "부장과 부하"가 부르는 "오다이바의 그녀"가 있음
- 도쿄 매그니튜드 8.0 - 레인보우 브리지를 모델로 한 연락교가 등장하며, 지진으로 불 탄 탱크로리의 열로 봉괴됨
- 스티브 바라캇의 음악 ‹Rainbow Bridge (feat. Jean-Pierre Zanella)›

## 같이 보기
- 도쿄 임해 부도심
- FNN 레인보우 발 - 매일 후지TV에서 방송되는 짧은 뉴스
- 도쿄도 관광지
- 오다이바 레인보우 불꽃놀이

## 참고 문헌
- 奥野和久; 黒田浩一 (1993년 3월 1일). “東京外郭道路による首都高速道路の渋滞解消効果に関するシミュレーション” [도쿄 외곽도로를 이용한 도쿄 고속도로 혼잡 해소 효과에 관한 시뮬레이션]. 《全国大会講演論文集 第46回(応用)》 (일본어) (情報処理学会): 395-396. NAID 110002881681CITEREF奥野ほか1993.
- 吉田明; 高木千太郎; 南川浩輝; 川村信一 (1993년 6월 1일). “東京港連絡橋（レインボーブリッジ）の設計と施工” [도쿄항 연락교 (레인보우 브리지)의 건설과 시공]. 《土と基礎》 (일본어) (地盤工学会) 41 (6): 67-70. NAID 110003972382CITEREF吉田ほか1993.